# Пеліади
Пеліади (грец. Peliades) — дочки Пелія, які, прагнучи омолодити батька, за порадою Медеї розрубали його на частини та зварили в казані. Однак Медея не оживила Пелія.